# Голяма палаоска летяща лисица
Голямата палаоска летяща лисица (Pteropus pilosus) е изчезнал вид бозайник от семейство Плодоядни прилепи (Pteropodidae). Вероятно е изчезнал около 1874 г. поради преследване. Известни са два екземпляра, единият от които е в Природонаучния музей в Лондон.

## Разпространение
Видът е бил разпространен на островите Палау в Микронезия.

## Описание
Голямата палаоска летяща лисица е имала кафеникава козина с дълги сребристи косми по корема и размах на крилата около 60 cm.